# Vanderhorstia dorsomacula
Vanderhorstia dorsomacula är en fiskart som beskrevs av Randall 2007. Vanderhorstia dorsomacula ingår i släktet Vanderhorstia och familjen smörbultsfiskar. Inga underarter finns listade i Catalogue of Life.